# Liste des familles d'angiospermes présentes en Nouvelle-Calédonie par ordre alphabétique
Pour un article plus général, voir Biodiversité de la Nouvelle-Calédonie.
Cette liste, travaillée à partir du site endemia, est un document de travail destiné à faciliter le transfert d'information entre wikipédia et endemia.
- Haut – A
- B
- C
- D
- E
- F
- G
- H
- I
- J
- K
- L
- M
- N
- O
- P
- Q
- R
- S
- T
- U
- V
- W
- X
- Y
- Z

## A
Acanthaceae * Aizoaceae * Alangiaceae * Alseuosmiaceae * Amaryllidaceae * Amborellaceae * Anacardiaceae * Annonaceae * Apocynaceae * Aquifoliaceae * Araceae * Araliaceae * Asclepiadaceae * Atherospermataceae * Avicenniaceae

## B
Balanopaceae
Balanophoraceae
Bignoniaceae
Bischofiaceae
Boraginaceae
Burseraceae

## C
Caesalpiniaceae
Callitrichaceae
Campanulaceae
Campynemataceae
Capparaceae
Cardiopteridaceae
Casuarinaceae
Celastraceae
Ceratophyllaceae
Chenopodiaceae
Chloranthaceae
Chrysobalanaceae
Combretaceae
Commelinaceae
Compositae
Connaraceae
Convolvulaceae
Corynocarpaceae
Cruciferae
Cucurbitaceae
Cunoniaceae
Cyperaceae

## D
Dilleniaceae
Dioscoreaceae
Droseraceae

## E
Ebenaceae
Elaeocarpaceae
Elatinaceae
Ericaceae
Eriocaulaceae
Erythroxylaceae
Escalloniaceae
Euphorbiaceae

## F
Flacourtiaceae
Flagellariaceae
Flindersiaceae

## G
Gentianaceae
Gesneriaceae
Goodeniaceae
Gramineae
Guttiferae

## H
Haloragidaceae
Hemerocallidaceae
Hernandiaceae
Hippocrateaceae
Hydrocharitaceae
Hypoxidaceae

## I
Icacinaceae

## J
Joinvilleaceae
Juncaceae
Juncaginaceae

## L
Lamiaceae
Lauraceae
Laxmanniaceae
Lecythidaceae
Lemnaceae
Lentibulariaceae
Liliaceae
Linaceae
Loganiaceae
Loranthaceae
Lythraceae

## M
Malpighiaceae
Malvaceae
Melastomataceae
Meliaceae
Menispermaceae
Menyanthaceae
Mimosaceae
Monimiaceae
Moraceae
Musaceae
Myoporaceae
Myricaceae
Myrsinaceae
Myrtaceae

## N
Najadaceae
Nepenthaceae
Nothofagaceae
Nyctaginaceae

## O
Orchidaceae
Olacaceae
Oleaceae
Onagraceae
Oncothecaceae
Oxalidaceae

## P
Palmae
Pandanaceae
Papilionaceae
Paracryphiaceae
Passifloraceae
Peperomiaceae
Phellinaceae
Phytolaccaceae
Piperaceae
Pittosporaceae
Plumbaginaceae
Polygalaceae
Polygonaceae
Portulacaceae
Potamogetonaceae
Primulaceae
Proteaceae

## R
Ranunculaceae
Rhamnaceae
Rhizophoraceae
Rosaceae
Rubiaceae
Rutaceae

## S
Santalaceae * Sapindaceae * Sapotaceae * Saxifragaceae * Scrophulariaceae * Simaroubaceae * Smilacaceae * Solanaceae * Sonneratiaceae * Sphenostemonaceae * Stemonuraceae * Strasburgeriaceae * Surianaceae * Symplocaceae

## T
Taccaceae * Thymelaeaceae * Tiliaceae * Trimeniaceae * Triuridaceae * Typhaceae

## U
Ulmaceae * Umbelliferae * Urticaceae

## V
Verbenaceae * Violaceae * Viscaceae * Vitaceae

## W
Winteraceae

## X
Xeronemataceae * Xyridaceae

## Z
Zygophyllaceae
Références
- Familles angiospermes dicotylédones en NC (Association Endémia)

- Familles angiospermes monocotylédones en NC (Association Endémia)